# Симачёв, Николай Николаевич
Николай Николаевич Симачёв (22 мая 1974, Белгород-Днестровский, СССР) — российский футболист, выступавший на позициях защитника и полузащитника.

## Биография
Родился 22 мая 1974 года в городе Белгород-Днестровский Одесской области Украинской ССР. Воспитанник калужского футбола.
Выступал в высших лигах чемпионатов Белоруссии и Бангладеш. Завершил профессиональную карьеру игрока в 2005 году. С тех пор продолжает выступать за команды любителей и ветеранов футбола. С 2013 года — директор КДЮСШ «Чайка», расположенной в городе Юбилейный.
В 2015 году возглавил ФК «Калугаприбор», выступающий в первенствах Калужской области и города Калуга по футболу и мини-футболу. С 2016 года тренировал калужский мини-футбольный клуб УМВД. По руководством Симачёва команда выиграла Кубок города, а также взяла серебряные медали чемпионатов Калуги и области по мини-футболу.
В качестве арбитра обслуживал матчи первенства Московской области,  ЛФК  и второго дивизиона России в футболе и мини-футболе.

## Достижения

### Игрок
- Бронзовый призёр Лиги Дакки[англ.] (1): 2004[4][5]
- Чемпион России среди команд третьей лиги (2): 1997, 1999

### Тренер
- Чемпион Калуги (1): 2015[6]
- Обладатель кубка Калуги (1): 2016
- Финалист кубка Калужской области (1): 2016